# Choconsaurus baileywillisi
Choconsaurus baileywillisi ("lagarto de El Chocon de bailey willisi ") es la única especie conocida del género extinto Choconsaurus de dinosaurios saurópodos titanosaurios, que vivió a mediados del período Cretácico, hace aproximadamente 95 millones de años, en el Cenomaniense, en lo que es hoy Sudamérica. Los restos fósiles fueron hallados en Villa El Chocón en la provincia de Neuquén, Argentina. En 2017, la especie tipo Choconsaurus baileywillisi fue nombrada y descrita por Edith Simón, Leonardo Salgado y Jorge Orlando Calvo. El nombre de género se refiere a su descubrimiento en El Chocón. Además, el nombre de la especie es en homenaje al geólogo estadounidense Bailey Willis, quien trazó la estratigrafía del área entre 1910 y 1914.
El espécimen holotipo fue hallado en una capa de la Formación Huincul, que data de finales de la época del Cenomaniense, y se encuentra depositado en la colección paleontológica del Museo Ernesto Bachmann de Villa El Chocón, y consiste en un esqueleto parcial carente de cráneo. Se preservaron las vértebras del cuello, la espalda, la cola y partes de los miembros. Este constituye el esqueleto más completo conocido de un titanosaurio basal en 2017. Los descriptores han identificado algunas características distintivas. En las vértebras cervicales, el borde superior de la cara de la articulación posterior esta apenas desarrollado. En las primeras vértebras hay protuberancias secundarias muy grandes a ambos lados de la hipófisis. Las vértebras centrales y posteriores tienen una cresta adicional situada entre la cresta posterior, que va desde la protrusión lateral hasta el cuerpo vertebral y la cresta secundaria que corre paralela a la cresta principal. Las vértebras frontales de la cola tienen una protuberancia en la articulación posterior secundaria hiposfénica. Choconsaurus fue clasificado en su artículo de descripción de 2017 dentro del clado Titanosauria en una posición basal, por fuera del clado Eutitanosauria.